# Stade Amadou-Barry
Le stade Amadou-Barry, aussi appelé stade de Guédiawaye est un stade omnisports situé dans la ville de Guédiawaye, au Sénégal.
Doté d'une capacité de 5 000 places, le stade est l'enceinte du club sénégalais de football Guédiawaye FC.

## Historique
Le stade Amadou-Barry est inauguré en 1978. Il fait référence à Amadou Barry, ancien dirigeant sportif et homme politique sénégalais. Le stade est utilisé pour les matchs de championnat sénégalais de football (Ligue 1, Ligue 2, Coupe du Sénégal, etc.).

## Caractéristiques
Le stade Amadou-Barry n'est pas seulement utilisé pour des matchs de football du championnat sénégalais. Le mouvement navetane y pratique ses activités. Il y a aussi la lutte sénégalaise qui y organise souvent des combats.

## Construction
Le stade Amadou-Barry a été construit en 1978.
Une réhabilitation a lieu en juin 2013 avec l'augmentation de la capacité du stade et la pose d'une pelouse synthétique pour un coût de 516 millions de FCFA.
En vue des jeux olympiques de la jeunesse 2026, de nouvelles réhabilitations sont prévues fin mars 2025 avec les travaux d'installation d'une piste d'athlétisme et d'une mise en neuve de la pelouse.